# بوقية لاذقانية
البوقية اللاذقانية (باللاتينية: Fritillaria latakiensis) نوع نباتي ينتمي إلى جنس البوقية من الفصيلة الزنبقية.

## الموئل والانتشار
موطنها بلاد الشام وتركيا.